# Canyon Bikes

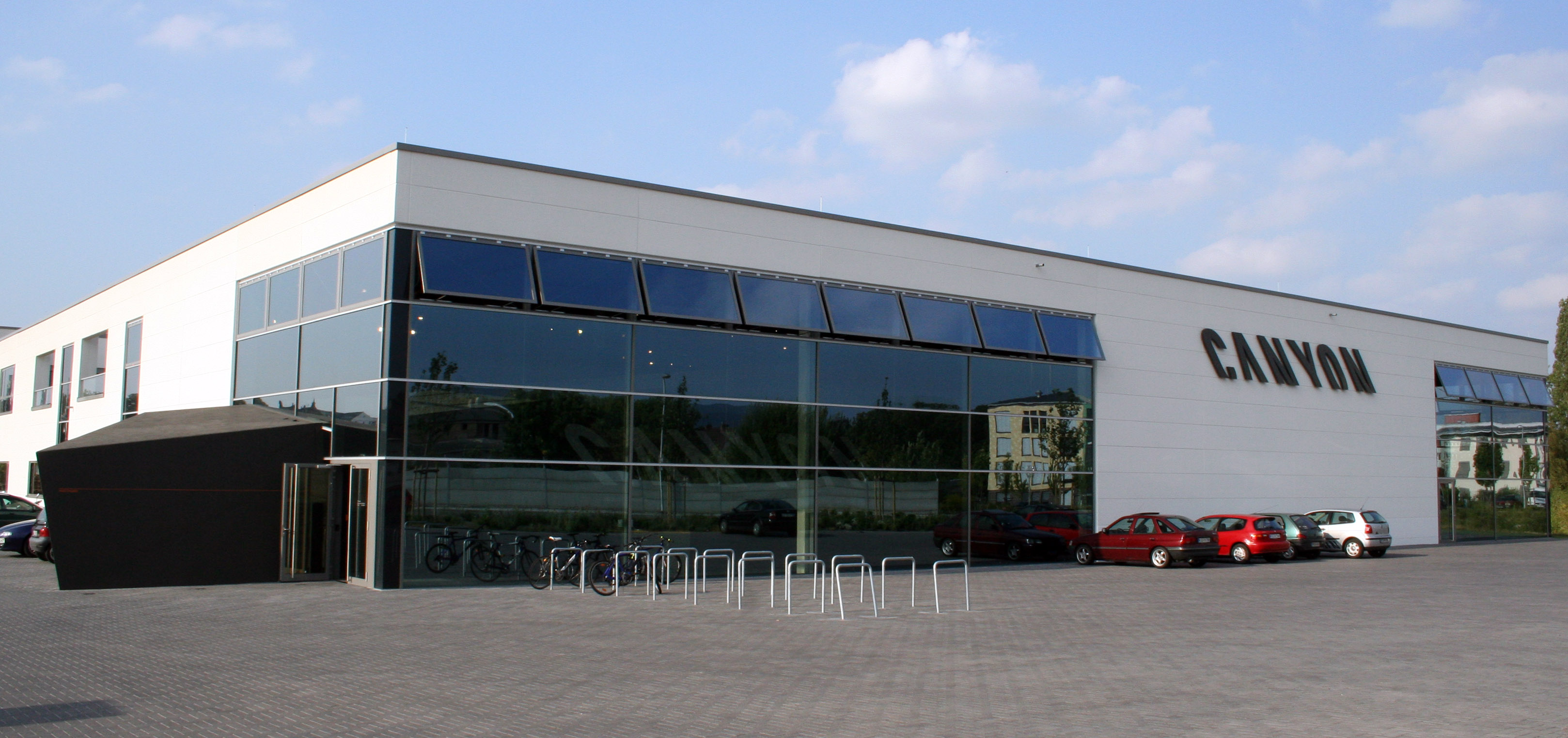
Sede de Canyon Bicycles en Coblenza, Alemania.

Canyon Bicycles GmbH (abr.: Canyon) es una empresa alemana dedicada a la fabricación de bicicletas de carreras, de montaña y de triatlón. Su sede se encuentra situado en Coblenza, Alemania.

## Historia
En 1985, Roman Arnold y su hermano Franco Arnold (que ya no forma parte de la entidad) fundaron 'Radsport Arnold GmbH proveedor de piezas para bicicleta. No fue hasta 1996 cuando aparecieron las primeras bicicletas con el nombre de marca Canyon. Radsport Arnold ha adoptado una estrategia de venta directa a través de Internet.
En 2001, la empresa dio el paso de proveedor a fabricante de bicicletas y cambió su nombre por el de Canyon Bicycles GmbH. Contrató a Lutz Scheffer (ex Bergwerk y Votec) como diseñador de cuadros. En los años siguientes, la empresa con sede en Coblenza (Alemania) fichó a Hans Christian Smolik y otros expertos en la construcción de bicicletas, mejorando así su competencia técnica. Las bicicletas, sin embargo, todavía sólo están disponibles a través del método de ventas directas ya que según su filosofía no es necesario ninguna tienda ni distribuidor.
En 2006 dio a conocer su Canyon nuevo diseño corporativo que recibió varios premios en 2007 (Premio Europeo de Diseño para Diseño Corporativo, red dot design award`s para el diseño corporativo y web, iF Product Design Award para Diseño Corporativo).

## En el ciclismo
Radsport Arnold estuvo introducida en el deporte de élite desde su inicio. En 1985, la compañía con sede en Coblenza tuvo su primer deportista de éxito bajo contrato con Jürgen Zack.
En el ámbito de las carreras de carretera la compañía ha estado en cooperación con varios equipos durante mucho tiempo. En 2007, la compañía primero equipando el equipo Unibet.com, que participó en la  UCI ProTour. Actualmente, Katusha y  Movistar compiten con bicicletas de carreras Canyon. El mayor premio jamás ganado en bicicleta Canyon fue Nairo Quintana, que ganó el Giro de Italia 2014 y la Vuelta a España 2016, que monta un cuadro Ultimate CF SLX para las etapas de carretera y un Speedmax CF para las pruebas de contrarreloj. Otros logros notables en las bicis Canyon incluyen Cadel Evans 'Campeonato Mundial de la Carretera Carrera Profesional 2009 para el equipo Silence-Lotto y Alexander Kristoff' s de dos victorias de etapa en el 2014 Tour de Francia. Aparte de haber ganado los últimos tres años el ranking UCI World Tour con Joaquim Rodríguez y Alejandro Valverde.
La marca trabaja además de en triatlón y ciclismo de carretera también en ciclismo de montaña. Los primeros contratados para Canyon fueron Bobby Root y Stefan Herrmann y los hermanos Fumic en 2006. La empresa fue así representada por corredores profesionales en todas las facetas del deporte en bicicleta de montaña. En la actualidad hay también otros ciclistas en el equipo como Robert Jauch, alias Rob-J y Tibor Simai.
La mayor victoria hasta la fecha en bicicletas de montaña Canyon es el conseguido por el ciclista austriaco Alban Lakata, con un modelo en fase de desarrollo y apenas sin experimentar (Exceed CF SLX,) se hace con el Campeonato del Mundo de XC de 2015.

## Bicis
Gracias a sus relaciones públicas eficaces trabajan en la Eurobike la empresa hace constantemente un gran revuelo en la escena del ciclismo.
2005 Proyecto 3.7: la bicicleta de carreras ligera en ese momento, con un peso total de 3,7 kg.
2006 Proyecto 6.8: una bicicleta de carreras con frenos de disco con un peso de 6,8 kg —el peso más bajo permitido por la UCI Pro Tour—.
2007 Proyecto 0.05: una bicicleta de triatlón que cuenta con niveles muy bajos de resistencia al viento gracias a soluciones como frenos integrados en el marco y un sistema de bebida integrado en el manillar.
2008 Proyecto 0.01: una bicicleta de carreras con suspensión total, que gracias a los altos niveles de confort, alivia la presión sobre los músculos del piloto durante el máximo esfuerzo.
2009 Proyecto S5: la primera bicicleta proyecto bicicleta de montaña es una bicicleta de freeride que pesen menos de 12 kg. Es, por tanto, ideal para paseos en las altas montañas donde hay secciones que llevan más tiempo y descensos difíciles.
2014 Proyecto Aeroad:

## Otros nombres de marca comercial
En Suiza, las bicicletas Canyon se llaman «Pure Cycling», ya que la marca Canyon ya está registrada y protegida por otro fabricante de bicicletas en este país.